# C/1846 O1 de Vico-Hind
La cometa C/1846 O1 de Vico-Hind è una cometa non periodica scoperta il 30 luglio 1846 dall'astronomo italiano Francesco de Vico e dall'astronomo britannico John Russell Hind.